# Dzogchen-Kloster
| Tibetische Bezeichnung                     |
| ------------------------------------------ |
| Tibetische Schrift: རྫོགས་ཆེན་དགོན་པ།          |
| Wylie-Transliteration: rdzogs chen dgon pa |
| Aussprache in IPA: [tsoktɕʰẽ]              |
| Offizielle Transkription der VRCh: Zogqên  |
| THDL-Transkription: Dzokchen               |
| Andere Schreibweisen: Dzogchen             |
| Chinesische Bezeichnung                    |
| Traditionell: 竹慶寺                       |
| Vereinfacht: 竹庆寺; 竹庆邬坚禅林; 佐青寺  |
| Pinyin:Zhúqìng Sì; Zuǒqīng sì              |

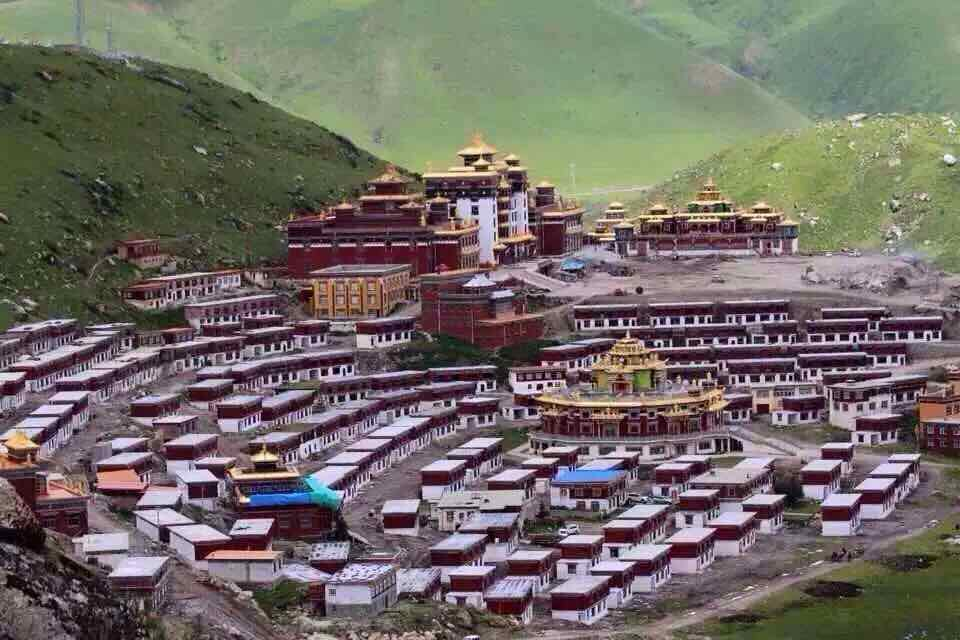
Dzogchen-Kloster, 2015

Das Dzogchen-Kloster (tib.: rdzogs chen dgon pa) wurde 1685 von Pema Rigdzin (tib.: pad ma rig 'dzin; 1625–1697), dem ersten „Dzogchen Rinpoche“, und von Namkha Ösel (tib.: nam mkha' 'od gsal; ?–1726), dem ersten „Dzogchen Pönlop Rinpoche“ (Abt des Dzogchen-Klosters), gegründet. Es befindet sich im Kreis Dêgê (oder Derge; tib.: sde dge) des Autonomen Bezirks Kardze der Tibeter im Nordwesten der chinesischen Provinz Sichuan.
Die Dzogchen-Klostertradition ist eine Unterschule der Nyingma-Tradition des tibetischen Buddhismus. Dzogchen zählt neben Kathog, Mindrölling, Pelyül, Shechen und Dorje Drag zu den sogenannten „Sechs großen Sitzen“ der Nyingma. Die Tradition geht auf das Dzogchen-Kloster in Dêgê, Kham zurück.
Das Kloster entwickelte sich schnell zu einer der großen Traditionen innerhalb der Nyingma-Schule. Mit dem Dzogchen-Kloster war das berühmte klösterliche Lehrinstitut Shri Singha verbunden.

## Lehren und Lehrer
Von der Dzogchen-Tradition weitergegebene Lehren sind die Lehren von Sutra und Tantra, insbesondere auch die mündlichen Unterweisungen der Nyingma (Kama). Dzogchen, die Lehre über die sogenannte „Große Vollkommenheit“ ist zentrales Element der Lehren dieser Tradition. Einer der bedeutendsten Lehrer dieser Tradition war Patrül Rinpoche (1808–1887), ein verwirklichter Meister und Autor der die Lehren der Nyingma stark beeinflusste und der als Inkarnation Jigme Lingpas (1729–1798) betrachtet wird, ebenso wie Khenpo Shenga Rinpoche (1871–1927).